# Blocchi di partenza

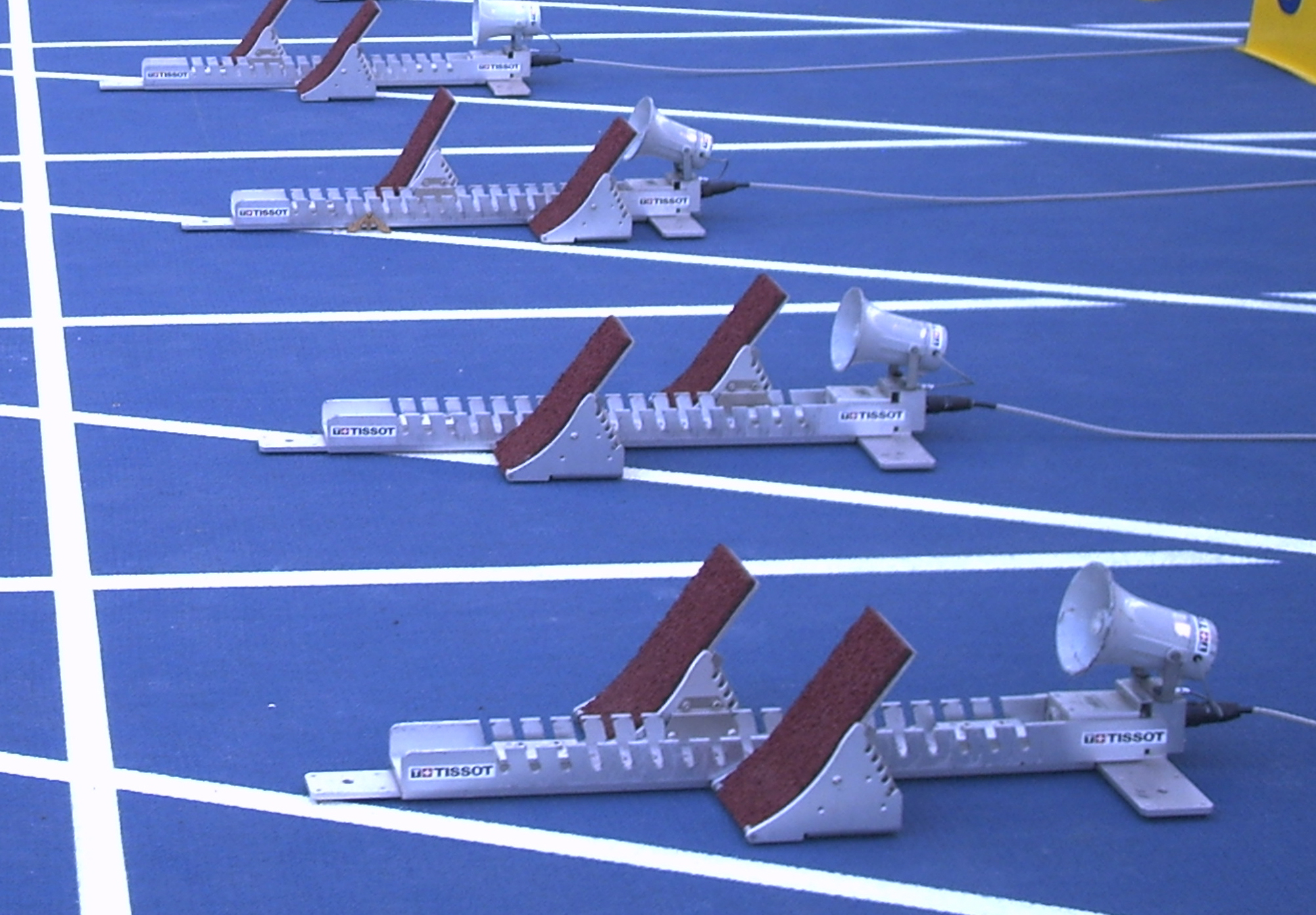
Blocchi di partenza per l'atletica leggera disposti lungo la linea di partenza dei 100 m

I blocchi di partenza sono un'attrezzatura usata dagli sportivi nella partenza delle competizioni nell'atletica leggera e nel nuoto (presentano però caratteristiche diverse).

## Atletica leggera

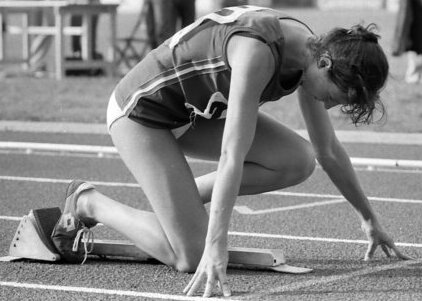
Giuseppina Cirulli sul blocco di partenza il 4 agosto 1978

### Regola 161
I blocchi di partenza devono essere usati per tutte le gare fino ai 400 m inclusi (compresa la prima frazione delle staffette 4×100 m, 4×400 m) e non devono essere usati per nessun'altra gara di corsa.
- a) Devono essere costituiti interamente con materiale rigido e non devono fornire agli atleti vantaggi illeciti.
- b) I blocchi devono essere fissati alla pista da un certo numero di punte o chiodi, sistemati in modo tale da causare il minor danno possibile alla pista. La loro sistemazione deve essere tale da consentire una facile e rapida rimozione. Inoltre servono per dare all'atleta velocità e rapidità nel momento della partenza.
- c) Un atleta può usare anche blocchi personali ma devono essere conformi alle norme di regolamento ai punti a e b.

### Caratteristica
I blocchi hanno una forma a T che è costituita, in genere, da ferro e ai lati hanno due appoggi per i piedi che hanno, di solito, cinque livelli di altezza (chiamati ceppi).
La loro superficie deve essere predisposta per ospitare i chiodi delle scarpe dell'atleta o usando scanalature o fessure nella superficie stessa, oppure ricoprendola con materiale adatto che permetta l'uso di scarpe chiodate.
La posizione delle piastre sull'intelaiatura rigida può essere regolabile, ma non deve permettere movimenti durante la partenza vera e propria. In ogni caso le piastre devono essere regolabile avanti o indietro in relazione reciproca. I congegni regolabili devono essere assicurati da solidi morsetti o meccanismi di bloccaggio che possono essere facilmente e velocemente azionati dall'atleta.
I blocchi devono essere collegati ad un dispositivo di falsa partenza, approvato dalla World Athletics. Il giudice di partenza per il richiamo, dovrà avere delle cuffie che gli permettono di udire un segnale acustico proveniente dall'apparecchio di controllo ogni qualvolta rileva una falsa partenza (quando il tempo di reazione è inferiore a 100 millisecondi). Appena il giudice avverte il segnale acustico, se il colpo della pistola è già stato sparato o se è già attivato l'apparecchio similare di partenza, provvederà al richiamo e il giudice di partenza esaminerà immediatamente i tempi del dispositivo di rilevamento delle false partenze per confermare quale atleta o atleti sono responsabili della falsa partenza.

### Disposizione dei blocchi da parte dell'atleta

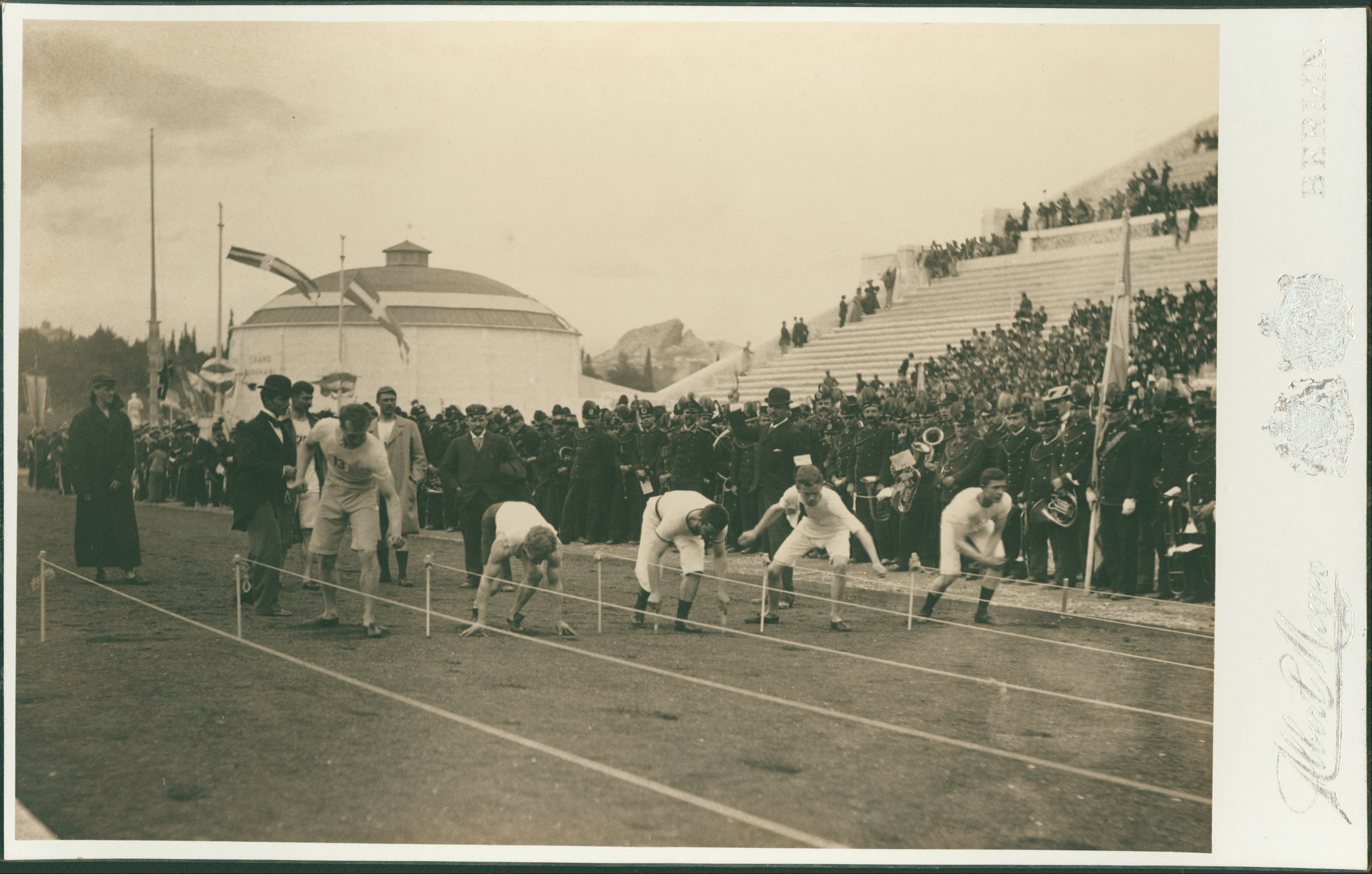
Atleti sui "blocchi di partenza" ai Giochi olimpici di

Per inserirlo nel terreno basta una leggera pressione.
L'appoggio del blocco può essere più o meno distante l'uno dall'altro in base alle esigenze dell'atleta, la distanza varia da persona a persona, dipende dal numero di scarpa che si porta in genere la distanza va presa dalla riga di partenza prendendo due piedi di distanza per il piede di partenza e tre per quello d'attacco, le distanze però possono avere ulteriori variazioni da parte dell'atleta.

### Storia
Il primo atleta a partire in posizione accovacciata fu lo statunitense Charles Sherrill nel 1888. Questa posizione, che favoriva una reazione più rapida al segnale di partenza, fece di Sherrill inizialmente un oggetto di scherno; successivamente fu però adottata da tutti i concorrenti solo dopo un buon numero di anni (una famosissima fotografia della finale dei Giochi olimpici di Atene 1896 mostra la partenza di cinque concorrenti in posizioni diverse: uno di loro si appoggia persino su bastoncini lunghi una decina di centimetri, da abbandonare al momento della partenza).
Fu però solo ai Giochi olimpici di Londra 1948 che i blocchi furono usati regolarmente.

## Nuoto

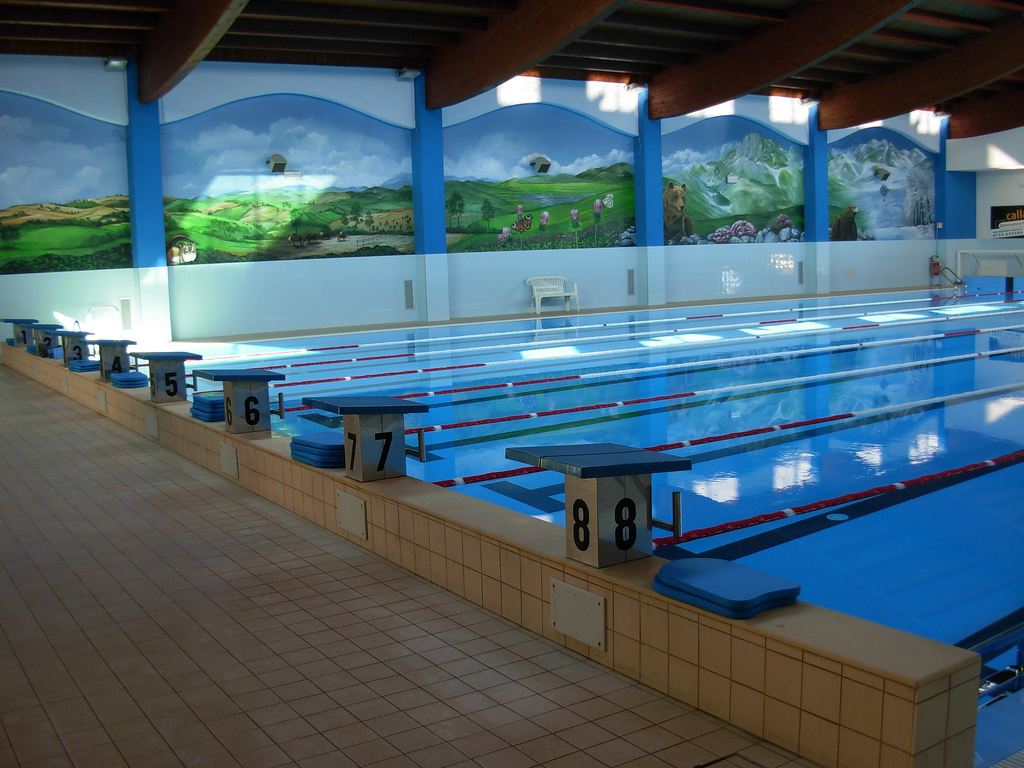
Blocchi di partenza in una piscina al coperto

Dai blocchi si effettua il tuffo di partenza, con il quale prende inizio la gara di stile libero, rana e delfino; nel dorso la partenza è in acqua. Sono disposti al centro delle corsie su un lato della vasca, numerati sui quattro lati. La loro altezza varia da 50 a 75 cm rispetto al livello dell'acqua.